# Ralf Junkerjürgen
Ralf Junkerjürgen (nacido el 1 de mayo de 1969 en Rheda-Wiedenbrück, Alemania) es catedrático de culturas románicas de la Universidad de Ratisbona (Alemania). Sus campos de investigación son el cine español y la literatura francesa del siglo XIX. 

## Biografía
Después de haber cursado estudios en la Universidad de Münster (Alemania) se doctoró con un estudio narratológico. Tras haber realizado labores docentes en las Universidades de Marburgo y de Chemnitz, fue nombrado catedrático en la Universidad de Ratisbona en 2007.
Sus publicaciones contribuyen no solo a la investigación, sino también a la divulgación de la cultura española en Alemania. En lo que a la divulgación se refiere, destacan tres volúmenes dirigidos al público alemán sobre novelas, cine y obras maestras de la pintura española respectivamente.
De carácter investigador es la colección “Aproximaciones a las culturas hispánicas” que dirige y que se dedica a temas de actualidad y a aquellos que hasta la fecha han recibido menos atención. Ejemplos de esto son los volúmenes sobre el cine documental contemporáneo, el cortometraje español y la presencia de las mujeres en el cine hispanohablante publicados en esta colección.
Asimismo, cabe mencionar la trilogía de libros con relatos de nuevos migrantes españoles en Alemania, Francia y el Reino Unido. El volumen sobre Alemania entró en las listas de lecturas escolares en algunas partes de Alemania y es considerado “un trabajo imprescindible” para entender la heterogenidad y la situación de los migrantes actuales. 
Fue miembro de jurado en los festivales de cine de Alcalá de Henares (Alcine) y de Málaga.
Tradujo novelas de Emilio Salgari, Julio Verne y Jesús de Aragón al alemán.

## Obras
- Junkerjürgen, Ralf, con Helmut C. Jacobs (eds.) (2018). Meisterwerke der spanischen Malerei in Einzeldarstellungen [Obras maestras de la pintura española]. Berlín: Erich Schmidt.
- Junkerjürgen, Ralf (2018). Jules Verne. Biographie [Julio Verne. Una biografía]. Darmstadt: WBG.
- Junkerjürgen, Ralf y Cristina Alonso-Villa (eds.) (2017). ,El mundo sigue’, de Fernán Gómez. Redescubrimiento de un clásico. Bern etc.: Peter Lang.
- Junkerjürgen, Ralf, Julia Sánchez-Rodríguez et al. (eds.) (2018). ¿Te has venido a Alemania, Pepe? Relatos de nuevos inmigrantes españoles. Gijón: Cicees.
- Junkerjürgen, Ralf, Julia Sánchez-Rodríguez et al. (eds.) (2018). ¿Te has venido a Francia, Pepe? Relatos de nuevos inmigrantes españoles. Gijón: Cicees.
- Junkerjürgen, Ralf, Julia Sánchez-Rodríguez et al. (eds.) (2018). ¿Te has venido al Reino Unido, Pepe? Relatos de nuevos inmigrantes españoles. Gijón: Cicees.
- Junkerjürgen, Ralf, Annette Scholz et al. (eds.) (2016). El cortometraje español (2000-2015). Tendencias y ejemplos. Frankfurt a. M.: Vervuert.
- Junkerjürgen, Ralf (ed.) (2012). Spanische Filme des 20. Jahrhunderts in Einzeldarstellungen [Cine español del siglo XX]. Berlín: Erich Schmidt.
- Junkerjürgen, Ralf (ed.) (2010). Spanische Romane des 20. Jahrhunderts in Einzeldarstellungen [Novelaespañolas del siglo XX],. Berlín: Erich Schmidt.
- Junkerjürgen, Ralf y Pedro Álvarez Olañeta (eds.) (2011). Alber Ponte, corto en las venas. Acercamiento a un cineasta español. Frankfurt a.M.: Vervuert.
- Junkerjürgen, Ralf (2002). Spannung – Narrative Verfahrensweisen der Leseraktivierung. Eine Studie am Beispiel der Reiseromane von Jules Verne. Frankfurt a. M. usw.: Peter Lang.
- Junkerjürgen, Ralf (2009). Haarfarben. Eine Kulturgeschichte in Europa seit der Antike. Köln: Böhlau.